# Astydamia
Astydamia, monotipski biljni rod iz porodice štitarki smješten u tribus Annesorhizeae. Jedina vrsta je trajnica A. latifolia iz Maroka, Zapadne Sahare, otočja Selvagens  i Kanarskih otoka
Rod je opisan u Collection de Mémoires 5: 53, 74. 1829.

## Sinonimi
- Astydamia canariensis (Spreng.) DC.
- Astydamia ifniensis Caball.
- Bupleurum canariense Spreng.
- Buprestis latifolia (L.f.) Spreng.
- Crithmum latifolium L.f.
- Laserpitium crithminum Link
- Levisticum latifolium (L.f.) Batt.
- Tenoria canariensis Spreng.

- A. latifolia
- A. latifolia
- A. latifolia
- A. latifolia
- A. latifolia